# Stadion Zimbru
Stadion Zimbru (rum. Stadionul Zimbru) – stadion piłkarski w stolicy Mołdawii, Kiszyniowie.
Obiekt wybudowano w maju 2006 roku na południu Kiszyniowa. Budowa stadionu trwała od marca 2004 r. do maja 2006 r., a całkowity koszt budowy to 11 milionów dolarów. Pomysł budowy własnego stadionu dla klubu Zimbru Kiszyniów powstał w 2002 roku i należał do honorowego prezesa klubu piłkarskiego, wiceprezesa spółki naftowej Łukoil Nikołaja Czernego.
Obecnie stadion jest wyposażony w standardowe boisko do piłki nożnej z nawierzchnią z naturalnej trawy, sztuczne ogrzewanie i automatyczne nawadnianie. Boisko otoczone jest dwupoziomowymi trybunami o pojemności 10 500 miejsc. Krzesła siedzeń są wykonane ze specjalnego materiału, który jest w stanie wytrzymać zmiany temperatury ogrzewania i bezpośredniego światła słonecznego. Ponadto trybuny są osłonięte od złych warunków pogodowych wodoszczelnym dachem. Ramę dachu wykonano z metalu, lecz jego nakrycie - z poliwęglanu, substancji, która częściowo przepuszcza światło słoneczne. Stadion jest wyposażony w kolorową, elektroniczną tablicę świetlną i system sztucznego oświetlenia o mocy 1600 lx. Loża VIP mieści 4 osoby o takim statusie, znajduje się tam także 5 kabin komentatorskich oraz 10 stanowisk teletranslacyjnych.
Stadion Zimbru jest obecnie tradycyjnie domowym obiektem dla meczów reprezentacji Mołdawii w piłce nożnej. Swoje mecze domowe rozgrywa na nim również Zimbru Kiszyniów oraz Dacia Kiszyniów, która czasowo nie ma własnego boiska.